# 杏花村汾酒作坊
37°20′33″N 111°54′26″E / 37.34250°N 111.90722°E
杏花村汾酒作坊位于中国山西省汾阳市杏花村镇东堡村卢家街西端，是历史上汾酒的重要生产作坊，2006年被列为第六批全国重点文物保护单位。

## 历史
该作坊传说为北宋汾酒名店“甘露堂”原址。据《汾阳县志》，清光绪元年（1875）当地乡绅王氏在原址建造“宝泉益”酿酒，1915年改名“义泉泳”。1919年，晋裕汾酒有限公司成立，汾酒作坊成为其造酒厂，1951年酒厂迁移，作坊闲置。2006年5月25日成为第六批全国重点文物保护单位。
2015年9月15日，杏花村汾酒老作坊遗址博物馆开馆，是中国第一家原址上建造的白酒博物馆，占地面积9000平方米。

## 建筑
作坊遗址为堡墙式院落，分为南北两组，总占地面积约1.12万平方米，现仅存北侧院落。南院杏花名迹园仅存北围墙和大门。
北院内有建筑六栋二十二间，并有元代古井一口，为宋代至民国时期酿酒专用水源。院落长120米，宽60米，占地7200平方米，由东向西为“杏花村”院、“晋裕公司造酒厂”院、“勤俭”院、“作坊院”、“宝泉”院。“作坊院”和“宝泉”外的院落不存在任何建筑，仅余院墙和大门。